# Nick DeLeon
Nicholas Lee DeLeon (Phoenix, 17 juli 1990) is een Amerikaans voetballer met roots in Trinidad en Tobago. Hij speelt bij voorkeur als middenvelder. DeLeon tekende in 2012 bij DC United.

## Clubcarrière
DeLeon werd als zevende gekozen door DC United in de MLS SuperDraft 2012. Hij maakte zijn debuut op 18 maart 2012 tegen Los Angeles Galaxy. In diezelfde wedstrijd maakte hij ook direct zijn eerste doelpunt voor DC United. Op 8 november 2012 maakte DeLeon de winnende goal tegen New York Red Bulls. Het doelpunt zorgde ervoor dat DC United doorstroomde naar de Eastern Conference Finals. Hij speelde in zijn eerste seizoen achtentwintig competitiewedstrijden waarin hij zes doelpunten maakte en vier assists gaf. In zijn tweede seizoen speelde hij in vijfentwintig competitiewedstrijden waarin hij twee doelpunten maakte en één assist gaf.

## Interlandcarrière
DeLeon kan op zowel voor de Verenigde Staten als voor Trinidad en Tobago uitkomen. DeLeon werd opgeroepen door Trinidad en Tobago voor de wedstrijdselectie voor de Olympische zomerspelen in 2012. Hij weigerde deze oproep echter. In januari van 2013 werd hij opnieuw opgeroepen door Trinidad en Tobago, dit keer voor de vriendschappelijke interland tegen Peru. DeLeon weigerde opnieuw. Hij heeft openlijk toegegeven de voorkeur te geven om uit te komen voor de Verenigde Staten, maar sloot een toekomst bij Trinidad en Tobago niet uit.

## Trivia
DeLeon is de zoon van voormalig profvoetballer Leroy DeLeon.